# عدنيات
الفن العدني أو العدنيات أو اليماني هو (اللون الحضرمي) فن من فنون الموسيقى العربية وجزء من الموسيقى الخليجية.

## الفن العدني في الكويت
اشتهرت العدنيات في الكويت مطلع السبعينيات من القرن العشرين، حين انتقل من حضرموت في اليمن الى من خلال عدة فنانين أبرزهم الفنان محمد جمعة خان والفنان محمد سعد عبد الله. طور فنانوا الكويت هذا الفن. و يعتقد ان قد نسب هذا الفن الى عدن خطآا، اي انه اصله حضرموتي بالاصل.
وقد أشتهر عن هذا الفن أنه يتميز بأربعة أوزان إيقاعية رئيسية هي:
- المثولث
- العوادي
- الهندي
- الوزن العدني العادي

و المقامات المستخدمة بكثرة هي:
- الكرد
- النهاوند

## أعلام فن العدنيات
مر هذا الفن في الكويت على أربعة أجيال، وكل من هذه الأجيال تتلمذ على يد واحد أو أكثر ممن سبقوه في هذا المجال:

### أعلام الجيل الأول
- محمد جمعة خان
- راشد الحملي
- حمد سنان
- جمال المجيم

### أعلام الجيل الثاني
- جمال الراشد
- يوسف المطرف
- مشاري العريفان
- عبدالعزيز السيب
- فهد الغانم
- خالد الملا
- عادل الشايجي

### أعلام الجيل الثالث
- عادل الماس
- عبد العزيز الضويحي
- بدر نوري
- فواز المرزوق
- فهد الحداد
- فهد العوضي
- طارق الخريف
- قتيبة أسد

### أعلام الجيل الرابع
- مطرف المطرف
- سليمان الشلال
- مشاري المشاري